# Параскева Топловска
Параскева Топловска (рођ. Олга Ивановна Родимцева) - преподобна, православна светитељка, игуманија Топловског манастира (1849-1928).
Православна црква је спомиње 28. јуна (11. јула) и 3. (16.) децембра.

## Биографија
Рођена је у Московској губернији у Садовој слободи 1849. године.
Након што је завршила Московску грађанску школу, отишла је у Московски Страсни манастир, где је 1874. године пострижена у ријасофор са именом Вјачеслава. 1875. године када је игуманија Страсног манастира Валерија добила благослов да се пресели у Топловски манастир Тавријске епархије, који се налази у шумовитој области између градова Белогорска и Старог Крима, пожелела је да са собом поведе монахињу Вјачеславу. И убрзо је постављена за секретара манастирског савета, а касније и за благајника.
16. јула 1889. године, епископ тавријски Мартинијан (Муратовски) ју је постригао у мантију и дао јој име у част свете мученице Параскеве. У децембру исте године постављена је за игуманију манастира, а 26. јула 1890. године, на дан спомена свете мученице Параскеве, уздигнута је у чин игуманије.
Президијум Централног извршног комитета Крима је 13. јула 1928. донео одлуку о затварању манастира. Игуманија Параскева и монахиње манастира наставиле су да чине све да се одупру надмоћној сили совјетског атеизма. Игуманија је у свом тестаменту написала: „Не тугујте, драге моје сестре, за мном, својом старом мајком, која вас дубоко љубим у Господу. Молите се за мене црквеном и келијском молитвом, волите свети манастир несебично много више од свог живота и живите по монашком завету. „Све ово, то јест ваше свете молитве, ваша снажна љубав према светом манастиру и вашем подвижничком животу, послужиће ми као оправдање пред Господом, надахнуће моју душу и приближиће ме гори Сиону и граду Бога Живога, Јерусалиму небеском“ (Јевр. 12, 22).
У недељу, 16. децембра 1928. године, игуманија Параскева је доживела срчану слабост и умрла.

## Канонизација
Одлуку о канонизацији игуманије Светопараскевјевског Топловског манастира Параскеве Родимцеве донео је Свети Синод Украјинске православне цркве 25. марта 2009. године. 11. јула 2010. је канонизована за светитељку.